# Campionats del món de ciclisme en ruta de 2001
Els Campionats del món de ciclisme en ruta de 2001 es disputaren del 9 al 14 d'octubre de 2001 a Lisboa, Portugal.

## Resultats
|                                         | Or                              | Or         | Argent                           | Argent | Bronze                           | Bronze   |
| Proves masculines professionals         |                                 |            |                                  |        |                                  |          |
| Cursa en línia masculina detalls        | Óscar Freire · Espanya          | 6h 07' 21" | Paolo Bettini · Itàlia           | m. t.  | Andrej Hauptman · Eslovènia      | m. t.    |
| Contrarellotge masculina detalls        | Jan Ullrich · Alemanya          | 51'50"     | David Millar · Regne Unit        | + 6"   | Santiago Botero · Colòmbia       | + 17"    |
| Proves femenines elit                   |                                 |            |                                  |        |                                  |          |
| Cursa en línia femenina detalls         | Rasa Polikeviciute · Lituània   | 2h 59' 15" | Edita Pučinskaitė · Lituània     | m. t.  | Jeannie Longo-Ciprelli · França  | m. t.    |
| Contrarellotge femenina detalls         | Jeannie Longo · França          | 29' 08"    | Nicole Brändli · Suïssa          | m. t.  | Teodora Ruano · Espanya          | + 44"    |
| Proves masculines sub-23                |                                 |            |                                  |        |                                  |          |
| Cursa en línia masculina sub-23 detalls | Iaroslav Popòvitx · Ucraïna     | 3h 36' 28" | Giampaolo Caruso · Itàlia        | + 17"  | Ruslan Gryschenko · Ucraïna      | + 1' 24" |
| Contrarellotge masculina sub-23 detalls | Danny Pate · Estats Units       | 46' 29"    | Sebastian Lang · Alemanya        | + 38"  | James Lewis Perry · Sud-àfrica   | + 39"    |
| Proves masculines júniors               |                                 |            |                                  |        |                                  |          |
| Cursa en línia masculina júnior detalls | Olexandr Kwatschuk · Ucraïna    | 2h 58' 43" | Niels Scheuneman · Països Baixos | + 7"   | Mathieu Perget · França          | m. t.    |
| Contrarellotge masculina júnior detalls | Jurgen van den Broeck · Bèlgica | 27' 28"    | Olexandr Kwatschuk · Ucraïna     | m. t.  | Niels Scheuneman · Països Baixos | + 1"     |
| Proves femenines júniors                |                                 |            |                                  |        |                                  |          |
| Cursa en línia femenina júnior detalls  | Nicole Cooke · Regne Unit       | 2h 01' 25" | Pleuni Mohlmann · Països Baixos  | + 17"  | Maja Włoszczowska · Polònia      | + 29"    |
| Contrarellotge femenina júnior detalls  | Nicole Cooke · Regne Unit       | 18' 45"    | Natalia Bojarskaja · Rússia      | + 9"   | Diana Elmentaite · Lituània      | + 10"    |

## Medaller
| Posició | País          | Or | Plata | Bronze | Total |
| 1       | Ucraïna       | 2  | 1     | 1      | 4     |
| 2       | Regne Unit    | 2  | 1     | 0      | 3     |
| 3       | Lituània      | 1  | 1     | 1      | 3     |
| 4       | Alemanya      | 1  | 1     | 0      | 2     |
| 5       | França        | 1  | 0     | 2      | 3     |
| 6       | Espanya       | 1  | 0     | 1      | 2     |
| 7       | Bèlgica       | 1  | 0     | 0      | 1     |
| 7       | Estats Units  | 1  | 0     | 0      | 1     |
| 9       | Països Baixos | 0  | 2     | 1      | 3     |
| 10      | Itàlia        | 0  | 2     | 0      | 2     |
| 11      | Rússia        | 0  | 1     | 0      | 1     |
| 11      | Suïssa        | 0  | 1     | 0      | 1     |
| 13      | Colòmbia      | 0  | 0     | 1      | 1     |
| 13      | Suècia        | 0  | 0     | 1      | 1     |
| 13      | Eslovènia     | 0  | 0     | 1      | 1     |
| 13      | Sud-àfrica    | 0  | 0     | 1      | 1     |
| Total   | Total         | 10 | 10    | 10     | 30    |